# Thomas Frank Zuna
Thomas Frank Zuna (2. ledna 1893 Newark, New Jersey – leden 1983 Reno, Nevada) byl americký atlet, vytrvalec s českými kořeny. Byl jedním z nejrychlejších maratonců své doby.

## Život
Narodil se 2. ledna 1893 v Newarku (New Jersey, USA). Byl synem Emy a Rudolfa Zunových, kteří jako tisíce dalších obyvatelů habsburské monarchie opustily české země kvůli pracovním příležitostem ve Spojených státech. Základní školu přestal navštěvovat ve 4. třídě kvůli své touze pracovat. Poté se na stavbách naučil základy pokrývačství. V 1.světové válce byl členem 14. regimentu pod velením Johna Pershinga. Po ukončení běžecké kariéry se přestěhoval do Spokane (Washington, USA), kde se dál živil pokrývačstvím. Celý život byl svobodný. Zemřel v Nevadě v roce 1983 jako zapomenutý sportovec ve věku 90 let.

## Kariéra
Poprvé závodil v roce 1914. První "maraton" (pouze 40 km) vyhrál o rok později, a to závod z Bostonu do Brocktonu, který běžel v čase 2:32:20. V roce 1917 se již účastnil nejslavnějšího maratonu v Bostonu. Po válečné pauze běhal maratony a jím podobné vzdálenosti ve Spojených státech a Kanadě. Za zmínku stojí jeho prvenství v "maratonu" (opět pouze 40 km) z Brooklynu k Seagate. V obtížných zimních podmínkách únoru 1920 zvítězil v čase 2:37:53. Díky tomuto závody získal šanci se nominovat na olympijské hry v Antverpách 1920. Díky radě trenéra Mikea Ryana, který dvakrát olympijský maraton nedokázal dokončit, však na tento sportovní svátek neodcestoval. Důvodem byly hlavně mezery v přípravě, kvůli kterým ještě nebyl Thomas dostatečně vyběhaný na tento podnik. V roce 1921 se opět postavil na start Bostonského maratonu (39,2 km) a získal nejen prvenství v závodě, ale i v historických tabulkách bostonského atletického svátku časem 2:18:57. Po tomto vítězství se však pořadatelům omluvil a neúčastnil se slavnostního vyhlášení, protože by nestihnul poslední spoj do Newarku, kde musel další den opět do práce. V Bostonu dosáhl na pódium ještě dvakrát, a to 2. a 3. místem. V roce 1924 se už jeho vysněné olympiády účastnil, která se konala v Paříži. Tam se mu však příliš nedařilo a za velkého vedra doběhl 18. za 3:05:52. V roce 1925 se stal ještě prvním americkým běžcem na klasické maratonské vzdálenosti (42,195 km) zaběhl čas pod 2:40. V roce 1928 byl naposled zmíněn ve sportovních rubrikách novin a jeho kariéra tímto asi někde končí.